# Sint-Laurenscollege
Het Laurens Lyceum, voorheen het Sint-Laurenscollege (SLC) te Rotterdam-Hillegersberg en is een R.K. scholengemeenschap voor havo, atheneum en gymnasium, in de Nederlandse provincie Zuid-Holland.

## Geschiedenis
Oorspronkelijk was de school begonnen als dependance van het meisjeslyceum "Maria Virgo" aan de Breitnerstraat in Rotterdam. In 1966 werd deze vestiging zelfstandig. In 1992 werd de nieuwbouw aan het Voorhout betrokken en in 1996 vond er een uitbreiding plaats.

## Identiteit
De school is een open katholieke school die verwacht dat alle ouders en leerlingen de grondslag van de school onderschrijven en respecteren. Leerlingen met een andere religieuze of niet-religieuze achtergrond zijn welkom.
Op het Laurens Lyceum is LEF (levensbeschouwing, ethiek en filosofie) een verplicht vak. De school staat in nauw verband met het bisdom Rotterdam en de diaken. 

## Kenmerk
Voor een verantwoorde keuze tussen havo en vwo heeft het Laurens Lyceum een tweejarige brugklas. De school werkt met het Flexrooster. Dit onderwijskundige model geeft leerlingen autonomie en verantwoordelijkheid in het maken van keuzes.

## Uitbreiding
Het Laurens Lyceum maakt middels een toezegging vanuit de gemeente Rotterdam aanspraak op een nieuwe aanbouw. Deze nieuwbouw zal voor 2025 gerealiseerd zijn.

## Bekende oud-leerlingen
- Kirsten van Dissel - actrice en televisiepresentatrice
- Martijn Sanders - oud-directeur Concertgebouw
- Wibi Soerjadi - concertpianist
- Hanna Verboom - actrice en televisiepresentatrice
- Raemon Sluiter - tennisser
- Wilfried de Jong - televisiepresentator
- Ron Steens - hockeyer
- Tim Steens - hockeyer
- Arno Visser - politicus en bestuurder
- Harald Bergmann - politicus en burgemeester